# Canton de Wassigny
Le canton de Wassigny est une ancienne division administrative française située dans le département de l'Aisne et la région Picardie.

## Géographie
Ce canton a été organisé autour de Wassigny dans l'arrondissement de Vervins. Son altitude varie de 87 m (Grand-Verly) à 186 m (Vénérolles) pour une altitude moyenne de 145 m.

## Histoire

### Révolution française

Carte du canton de Wassigny en 1790.

Le canton est créé le 18 février 1790 sous la Révolution française,. Il comprend 9 communes avec Wassigny pour chef-lieu : Andigny-les-Fermes, Hannapes, Molain, Mennevret, Ribeauville, Saint-Martin-Rivière, Vaux-en-Arrouaise, Vénérolles, Wassigny. Il est une subdivision du district de Vervins qui disparait le 5 Fructidor An III (22 août 1795).
Le nombre de communes ne bouge pas au cours de la Révolution française. Lors de la création des arrondissements par la loi du 28 pluviôse an VIII (17 février 1800), le canton de Wassigny est rattaché à l'arrondissement de Vervins.

### 1801 - 2015
L'arrêté du 3 vendémiaire an X (25 septembre 1801) entraine un redécoupage du canton de Wassigny qui est conservé. 4 communes du canton de Guise (Étreux, Grougis, Tupigny, Verly) et 2 communes du canton du Nouvion (Oisy, Fesmy) intègrent le canton. Le nombre de communes passe de 9 à 15.
Par ordonnance du 2 juin 1819, Andigny-les-Fermes et Vaux-en-Arrouaise sont réunis pour former la commune de Vaux-Andigny. Le nombre de communes dans le canton passe à 14.
Par ordonnance royal du 26 juin 1822, Fesmy réintègre le canton voisin du Nouvion pour fusionner avec la commune de Le Sart afin de former la commune de Fesmy-le-Sart,. Avec ce changement, le canton est alors composé de 13 communes.
De 1833 à 1848, les cantons du Nouvion et de Wassigny avaient le même conseiller général. Le nombre de conseillers généraux était limité à 30 par département.
Par décret impérial du 27 février 1864, le hameau de La Vallée-Mulâtre est détaché de Saint-Martin-Rivière pour former une commune indépendante. Le nombre de communes repasse à 14.
Par la loi du 6 janvier 1896, la commune de Verly est scindée en deux communes distinctes, Petit-Verly et Grand-Verly. Depuis la scission de la commune de Verly, le nombre de communes est resté stable avec 15 communes jusqu'en mars 2015.

### Redécoupage de 2015
Un nouveau découpage territorial de l'Aisne entre en vigueur en mars 2015, défini par le décret du 21 février 2014 , en application des lois du 17 mai 2013 (loi organique 2013-402 et loi 2013-403). Les conseillers départementaux sont, à compter de ces élections, élus au scrutin majoritaire binominal mixte. Les électeurs de chaque canton élisent au Conseil départemental, nouvelle appellation du Conseil général, deux membres de sexe différent, qui se présentent en binôme de candidats. Les conseillers départementaux sont élus pour 6 ans au scrutin binominal majoritaire à deux tours, l'accès au second tour nécessitant 12,5 % des inscrits au 1er tour. En outre la totalité des conseillers départementaux est renouvelée. Ce nouveau mode de scrutin nécessite un redécoupage des cantons dont le nombre est divisé par deux avec arrondi à l'unité impaire supérieure. Dans l'Aisne, le nombre de cantons passe ainsi de 42 à 21. Le canton de Wassigny ne fait pas partie des cantons conservés du département. 
Le canton disparait lors des élections départementales de mars 2015. L'ensemble des communes du canton est regroupée avec le canton voisin de Guise.

## Représentation

### Conseillers généraux de 1833 à 2015
| Période | Période          | Identité                              | Étiquette                | Qualité |
| ------- | ---------------- | ------------------------------------- | ------------------------ | --- |
| 1833    | 1842             | Comte Eugène Auguste de Caffarelli    | Bonapartiste             | Maître des requêtes au Conseil d'État Député au Corps législatif (1852-1869) Pair de France Lieutenant-général Propriétaire à Leschelle |
| 1842    | 1848             | Denis Auguste Caudron                 |                          | Agriculteur, négociant, maire du Nouvion-en-Thiérache (1838-1866)                                                                       |
| 1848    | 1857 (décès)     | Jean Louis Charles Levent (1781-1857) |                          | Juge de paix et notaire à Wassigny |
| 1857    | 1871             | Auguste Désiré Besson                 |                          | Cultivateur, maire de Guise (1848-1871)                                                                                                 |
| 1871    | 1875 (démission) | Joas Timothée Cattelain               |                          | Notaire à Wassigny |
| 1875    | 1913             | Jules Joseph Maréchal                 | Républicain Progressiste | Docteur en médecine à Wassigny |
| 1913    | 1919             | Henri Cuvelier                        | Républicain              | Industriel, maire d'Etreux |
| 1919    | 1925             | Georges Bleux                         | Rad.                     | Maire de Grand-Verly |
| 1925    | 1931 (décès)     | Hector Fillion                        | Rad.                     | Maire de Mennevret, conseiller d'arrondissement                                                                                         |
| 1931    | 1940             | Alcide Linéatte                       | Rad.                     | Cultivateur Maire de Ribeauville, conseiller d'arrondissement                                                                           |
|         |                  |                                       |                          | |
| 1945    | 1970             | Édouard Alliot                        | PRL puis CNIP            | Exploitant forestier - Député (1956-1962) Adjoint au Maire de Wassigny, ancien conseiller d'arrondissement                              |
| 1970    | 1982             | Georges Bouchart                      | UDR puis RPR             | Médecin Premier adjoint au maire de Wassigny                                                                                            |
| 1982    | 1991 (décès)     | Lucien Manesse                        | PS                       | Enseignant Maire d'Étreux Député suppléant de Jean-Pierre Balligand                                                                     |
| 1991    | 2001             | Antoine Pagni (1926-2003)             | DVD                      | Maire de Vaux-Andigny (1977-2003) Ancien conseiller général du Canton de Vezzani (Corse) (1970-1976)                                    |
| 2001    | 2013 (décès)     | Charles Wattelle                      | PS                       | Professeur d'E.P.S., Wassigny Ancien Conseiller régional                                                                                |
| 2013    | 2015             | Sylvie Draux                          | PS                       | Assistante maternelle Conseillère municipale d'Étreux                                                                                   |

### Conseillers d'arrondissement (de 1833 à 1940)
| Période                                  | Période      | Identité                             | Étiquette       | Qualité |
| ---------------------------------------- | ------------ | ------------------------------------ | --------------- | --- |
| 1833                                     | 1836         | Pierre Antoine Haye (1782-1856)      |                 | Officier de santé, propriétaire à Hannapes                                                                  |
| 1836                                     | 1842         | Victor Loncle                        |                 | Marchand de bois à Vénérolles                                                                               |
| 1842                                     | 1848         | M. Hécart                            |                 | Propriétaire à Vaux-Andigny                                                                                 |
|                                          |              |                                      |                 | |
|                                          | 1888 (décès) | Gustave Alfred Bondiguet (1829-1888) |                 | Propriétaire à Grougis                                                                                      |
|                                          |              |                                      |                 | |
| 1910                                     | 1913         | Henri Cuvelier                       |                 | Industriel, maire d'Étreux                                                                                  |
| 1913                                     | 1919         | Hector Fillion                       | Rad.            | Maire de Mennevret                                                                                          |
| 1919                                     | 1922         | M. Vinchon                           |                 | |
| 1922                                     | 1925         | Hector Fillion                       | Rad.            | Maire de Mennevret                                                                                          |
| 1925                                     | 1931         | Alcide Linéatte                      | Rad.            | Cultivateur, maire de Ribeauville                                                                           |
| 1931                                     | 1934         | M. Blandin                           | Rad.            | Maire de Mennevret                                                                                          |
| 1934                                     | 1940         | Édouard Alliot                       | Union nationale | Exploitant forestier à Wassigny                                                                             |
| 1940                                     |              |                                      |                 | Les conseils d'arrondissement ont été suspendus par la loi du 12 octobre 1940 et n'ont jamais été réactivés |
| Les données manquantes sont à compléter. |              |                                      |                 | |

## Composition
Le canton de Wassigny a groupé 15 communes et a compté 6 612 habitants en 2012.
| Code Insee | Nom                  | Superficie (km2) | Population (hab.) | Densité (hab./km2) |
| ---------- | -------------------- | ---------------- | ----------------- | ------------------ |
| 02830      | Wassigny (Chef-lieu) | 6,79             | 968               | 142,56             |
| 02298      | Étreux               | 10,36            | 1 481             | 142,95             |
| 02358      | Grougis              | 11,26            | 387               | 34,37              |
| 02366      | Hannapes             | 9,16             | 300               | 32,75              |
| 02476      | Mennevret            | 11,89            | 644               | 54,16              |
| 02488      | Molain               | 1,81             | 147               | 81,22              |
| 02569      | Oisy                 | 10,79            | 447               | 41,43              |
| 02647      | Ribeauville          | 3,58             | 75                | 20,95              |
| 02683      | Saint-Martin-Rivière | 5,52             | 133               | 24,09              |
| 02753      | Tupigny              | 12,84            | 356               | 27,73              |
| 02760      | La Vallée-Mulâtre    | 5,28             | 160               | 30,3               |
| 02769      | Vaux-Andigny         | 15,75            | 961               | 61,02              |
| 02779      | Vénérolles           | 8,89             | 226               | 25,42              |
| 02783      | Grand-Verly          | 3,80             | 149               | 39,21              |
| 02784      | Petit-Verly          | 5,19             | 178               | 34,3               |

## Démographie
| 1962  | 1968  | 1975  | 1982  | 1990  | 1999  | 2006  | 2007  | 2008  |
| ----- | ----- | ----- | ----- | ----- | ----- | ----- | ----- | ----- |
| 7 533 | 7 451 | 7 003 | 7 005 | 6 743 | 6 712 | 6 715 | 6 670 | 6 656 |

| 2009  | 2010  | 2011  | 2012  | - | - | - | - | - |
| ----- | ----- | ----- | ----- | - | - | - | - | - |
| 6 624 | 6 624 | 6 610 | 6 612 | - | - | - | - | - |